# 타이완 풋볼 프리미어리그
타이완 풋볼 프리미어리그(중국어: 台灣企業甲級足球聯賽, 한자음: 대만기업갑급족구연새, Taiwan Football Premier League; TFPL)는 대만 축구 협회가 주관하는 대만의 최상위 축구 리그이다.

## 역사
2016년까지 운영되던 최상위 리그인 인터시티 풋볼 리그를 대신해 2017년부터 운영이 되고 있으며 AFC 리그 랭킹이 최하위권에 놓여 있기 때문에 우승팀에게는 AFC 챌린지리그 예선 플레이오프 진출권이 주어진다.

## 구단
2024 시즌 참가팀
- 항위안 FC
- 밍촨 대학
- 타이중 푸투로
- 대만전력공사
- 레퍼드 캣
- 타이난 시티
- 양신 AC 타이베이
- 타이베이 바이킹스

## 우승
| 시즌 | 우승           | 준우승                | 3위              |
| ---- | -------------- | --------------------- | ---------------- |
| 2017 | 레퍼드 캣 FC   | 타이완 파워 컴퍼니 FC | 항위안 FC        |
| 2018 | 레퍼드 캣 FC   | 타이완 파워 컴퍼니 FC | 항위안 FC        |
| 2019 | 레퍼드 캣 FC   | 타이완 파워 컴퍼니 FC | 항위안 FC        |
| 2019 | 타이난 시티 FC | 타이완 파워 컴퍼니 FC | 타이중 푸투로 FC |

## 같이 보기
- 인터시티 풋볼 리그
- 중화민국 축구 협회